# 蒙泰尔 (埃罗省)
蒙泰尔（法語：Montels）是法国埃罗省的一个市镇，属于贝济耶区（Béziers）卡佩斯唐县（Capestang）。该市镇总面积7.3平方公里，2009年时的人口为234人。

## 人口
蒙泰尔人口变化图示